# 10. јул
10. јул (10.7.) је 191. дан године по грегоријанском календару (192. у преступној години). До краја године има још 174 дана.

## Догађаји
- 48. п. н. е. — У бици код Дирахијума Јулије Цезар је једва избегао тежак пораз од Помпеја.
- 1461 — Стефан Томашевић постао краљ Босне
- 1553 — Џејн Греј, праунука Хенрија VII, крунисана за краљицу Енглеске, 9 дана касније свргла је Елизабета I Тјудор.
- 1584 — Балтазар Герард је у Делфту убио принца оранског Вилема I Оранског.
- 1609 — У Минхену је основана Католичка лига као одговор на оснивање Протестантске уније (1608), што је појачало тензије у Немачкој које су довеле до избијања Тридесетогодишњег рата (1618—48) у централној Европи.
- 1774 — Након шестогодишњег рата, Русија и Османско царство склопиле су Кучуккаинарџијски мир мир којим је Османско царство изгубило Крим, прихватила руско-турску границу на Бугу и признала Русији покровитељска права над Влашком и Молдавијом, као и над православним поданицима у Турској.
- 1789 — Александар Макензи је стигао до делте реке Макензи (река).
- 1821 — САД су преузеле Флориду након куповине од Шпаније.
- 1897 — У борби за превласт на подручју горњег Нила, француске трупе запоселе су Фешоуде (Кодок) у Судану, што је изазвало озбиљну кризу у англо-француским односима. Компромисним решењем 1899. године, Француска је добила западни Судан, а долина Нила остала је под британском контролом.
- 1940 — Почела је битка за Британију у Другом светском рату нападом немачких бомбардера на британске конвоје у Ламаншу.
- 1940 — Француска Народна скупштина поверила је власт маршалу Филипу Петену, који је током Другог светског рата предводио колаборационистичку владу са седиштем у Вишију.
- 1943 — Англо-америчке трупе у Другом светском рату искрцале су се на Сицилију.
- 1953 — Совјетски лидер Никита Хрушчов сменио је министра унутрашњих послова Лаврентија Берију, блиског Стаљиновог сарадника и егзекутора у стаљинистичким чисткама.
- 1962 — Из Кејп Каневерала је лансиран је први телекомуникациони сателит „Телстар“, који је омогућио пренос ТВ програма преко Атлантског океана.
- 1973 — Бахамска острва су стекла независност у оквиру Британског Комонвелта, после 190 година британске колонијалне владавине.
- 1976 — Због пуцања вентила у хемијској фабрици „Икмеза“ у близини Милана, облак хемијских материја, међу којима и диоксина, тешко је загадио четири општине. Севеза, Меда, Дезио и Чезена. То је била прва еколошка несрећа те врсте у Европи.
- 1985 — Агенти француског Генералног директората за спољашњу безбедност су поставили бомбу и потопили брод Гринписа Дугин ратник у окландској луци.
- 1992 — Амерички суд осудио је бившег панамског диктатора Мануела Норијегу на 40 година затвора јер је дозволио кријумчарење дроге у Панами.
- 1992 — Завршиле се демонстрације у Београду 1992. — Студентски протест.
- 1994 — Леонид Кучма победио је на председничким изборима у Украјини.
- 1995 — Војне власти ослободиле су из шестогодишњег кућног притвора вођу бурманске опозиције и добитницу Нобелове награде за мир Аун Сан Су Ћи.
- 1999 — Шест афричких влада потписало је споразум о прекиду ватре, чиме је окончан грађански рат у Демократској Републици Конго. Споразум је потписан без учешћа побуњеничких група умешаних у сукобе.
- 2000 — У гомили смећа која се срушила на сиротињско насеље, названо Обећана земља, у Манили (Филипини) страдало је више од 200 људи.
- 2001 — Цртеж Леонарда да Винчија продат је у аукцијској кући Кристи'с за рекордних 8,1 милиона фунти (11,4 милиона долара).
- 2011 — Потонуо је речни крузер Булгарија, при чему је страдало 105 путника.

## Рођења
- 1509 — Жан Калвин, швајцарски теолог и реформатор. (прем. 1564)[1]
- 1726 — Александар Кокоринов, руски архитекта и професор. (прем. 1772)
- 1788 — Платон Атанацковић, српски епископ, писац, политички радник и добротвор. (прем. 1867)[2]
- 1830 — Камиј Писаро, данско-француски сликар. (прем. 1903)
- 1856 — Никола Тесла, српски и амерички проналазач, инжењер електротехнике и машинства и футуриста, најпознатији по свом доприносу у пројектовању модерног система напајања наизменичном струјом. (прем. 1943)
- 1867 — Максимилијан фон Баден, немачки принц и политичар. (прем. 1929)
- 1871 — Марсел Пруст, француски интелектуалац и писац. (прем. 1922)
- 1888 — Ђорђо де Кирико, италијански сликар и писац. (прем. 1978)
- 1895 — Карл Орф, немачки композитор. (прем. 1982)
- 1920 — Владан Недић, српски књижевни историчар. (прем. 1975)
- 1920 — Овен Чејмберлен, амерички физичар, добитник Нобелове награде за физику (1959). (прем. 2006)
- 1922 — Џејк Ламота, амерички боксер и стенд-ап комичар. (прем. 2017)
- 1926 — Павле Вуисић, српски глумац. (прем. 1988)
- 1931 — Алис Манро, канадска књижевница, добитница Нобелове награде за књижевност (2013). (прем. 2024)
- 1942 — Рони Џејмс Дио, амерички музичар. (прем. 2010)
- 1942 — Мира Марковић, српска политичарка и социолошкиња, супруга Слободана Милошевића. (прем. 2019)
- 1942 — Сиксто Родригез, амерички музичар. (прем. 2023)
- 1943 — Артур Еш, амерички тенисер. (прем. 1993)
- 1945 — Вирџинија Вејд, енглеска тенисерка.
- 1953 — Стен Буш, амерички музичар.
- 1954 — Нил Тенант, енглески музичар и новинар, најпознатији као члан дуа Pet Shop Boys.
- 1958 — Фиона Шо, ирска глумица.
- 1965 — Митар Мркела, српски фудбалер.
- 1972 — Софија Вергара, колумбијско-америчка глумица, ТВ водитељка и модел.
- 1975 — Мина Лазаревић, српска глумица.
- 1975 — Стефаун Карл Стефаунсон, исландски глумац и певач. (прем. 2018)
- 1977 — Чуетел Еџиофор, енглески глумац, певач, редитељ и сценариста.
- 1980 — Џесика Симпсон, америчка певачица, глумица и модна дизајнерка.
- 1982 — Хектор Паез, колумбијски бициклиста.
- 1983 — Јулија Вакуленко, украјинска тенисерка.
- 1985 — Марио Гомез, немачки фудбалер.
- 1985 — Кејлеб Грин, амерички кошаркаш.
- 1991 — Немања Јарамаз, српски кошаркаш.
- 1991 — Џонатан Кафу, бразилски фудбалер.
- 1993 — Јиржи Весели, чешки тенисер.
- 1998 — Ангус Клауд, амерички глумац. (прем. 2023)
- 1999 — Невена Наумчев, српска кошаркашица.
- 2001 — Изабела Мерсед, америчка глумица и певачица.

## Смрти
- 138 — Хадријан, римски цар. (рођ. 76)
- 1099 — Ел Сид, шпански национални јунак. (рођ. отприлике 1040)
- 1559 — Анри II, краљ Француске (1547—59). (рођ. 1519)
- 1584 — Вилем I Ћутљиви, први наследни намесник Холандије. (рођ. 1533)
- 1851 — Луј Дагер, француски уметник, хемичар и фотограф. Творац дагеротипије. (рођ. 1787)
- 1884 — Пол Морфи, амерички шахиста. (рођ. 1837)
- 1934 — Мирко Королија, српски књижевник и политичар. (рођ. 1886)[3]
- 1941 — Џели Рол Мортон, амерички пијаниста и композитор. (рођ. 1890)
- 1986 — Душан Антонијевић,  југословенски и српски филмски и позоришни глумац. (рођ. 1912)[4]
- 1989 — Мел Бланк, амерички глумац. (рођ. 1926)[5]
- 2006 — Шамил Басајев, чеченски терориста. (рођ. 1965)

## Празници и дани сећања
- Међународни празници
  - Светски Дан науке
- Српска православна црква слави:
  - Светог Сампсона Странопримца
  - Светог Севира
  - Свету Јоану Мироносицу